# El Plan de San Pedro
El Plan de San Pedro, är en ort i Mexiko, tillhörande kommunen Almoloya de Juárez i den västra delen av delstaten Mexiko, i den centrala delen av landet. Orten hade 1 020 invånare vid folkräkningen 2010.